# HMS Lawford (1913)
Pour les autres navires du même nom, voir HMS Lawford.
Le HMS Lawford est un destroyer de classe Laforey (ou classe L), ayant servi pour la Royal Navy britannique. Il s'agissait d'une classe de destroyers commandée dans le cadre d'un programme de construction lancé par le Royaume-Uni entre 1912-1913, et qui étaient armés de trois canons de 4 pouces (102 mm) et de quatre tubes lance-torpilles ; ils pouvaient déployer une vitesse de 29 nœuds (53,71 km/h). Le navire, conçu par le constructeur naval écossais Fairfields entre 1912 et 1914, devait initialement s'appeler l'Ivanhoe, mais fut renommé avant son lancement.
Le Lawford est en service durant toute la Première Guerre mondiale. Initialement déployé dans la Harwich Force en mer du Nord et dans la Manche, il prend part à la bataille de Heligoland Bight en 1914 et à la bataille de Dogger Bank en 1915 avant d'être transféré dans la flotte méditerranéenne en septembre 1915 et de participer à la campagne de Gallipoli. En juin 1916, il est réintégré dans la Harwich Force et combat dans la bataille du détroit de Douvres en octobre 1916. En janvier 1918, il est transféré à Devonport pour y être employé comme navire d'escorte jusqu'à la fin de la guerre. Le Lawford sera enfin vendu à la ferraille en 1922.

## Conception
Dans le cadre de son programme de construction navale de 1912 à 1913, l'Amirauté britannique avait commandé vingt destroyers selon un modèle basé sur une version modifiée de la classe Acasta, avec pour principale différence un armement de torpilles accru : quatre tubes lance-torpilles au lieu de deux. Quatre des destroyers ont été commandés à Yarrow, quatre autres à Fairfield et deux à Denny, Parsons, Swan Hunter, Thonycroft, White et Beardmore,.
Deuxième des quatre destroyers construits par Fairfield, l'Ivanhoe voit sa quille posée au chantier Govan de Fairfield le 28 septembre 1912. Le 30 septembre 1913, la classe de destroyers, qui devait être nommée Rob Roy, est renommée classe L ou Laforey, et les navires reçoivent alors de nouveaux noms débutant par la lettre L. L'Ivanhoe est renommé Lawford, eu égard à Sir John Lawford, un officier de marine ayant servi durant les guerres napoléoniennes,,. Lawford est lancé le 30 octobre 1913 et est achevé en mars 1914.

## Caractéristiques techniques
Les destroyers de la classe sont longs de 81,9 m hors tout et de 79,2 m entre perpendiculaires, avec un maître-bau de 8,4 m et un tirant d'eau de 3,3 m. Le déplacement de la classe varie entre 980 et 1 030 tonnes à charge normales et 0 et 1 300 tonnes à pleine charge ; le Lawford a un déplacement normal de 1 019 tonnes,. Quatre chaudières à vapeur Yarrow alimentent en vapeur à hauteur de 250 livres par pouce carré (1 724 kPa) deux ensembles de turbines à vapeur à impulsion Brown-Curtis. La puissance sur l'arbre générée est de 24 500 chevaux (18 000 kW), permettant au navire d'atteindre une vitesse de 29 nœuds (53,7 km/h). Le navire est pourvu de deux cheminées,.
Les navires de la classe sont armés de trois canons de 4 pouces (102 mm) QF Mk IV, ainsi que d'une unique Mitrailleuse Maxim de 8 mm. Deux tubes lance-torpilles doubles de 533 mm sont installés au centre des bâtiments. Si ces derniers sont techniquement dotés d'un équipement de transport de mines, ceux-ci n'ont jamais été utilisés. L'équipage du navire était de 73 officiers et matelots.

## Historique de service
Lors de sa mise en service, le Lawford rejoint la 3e flottille de destroyers, au sein de la première flotte. Lorsqu'éclate la Première Guerre mondiale, cette flottille rejoint la Harwich Force, sous le commandement unifié du Commodore Reginald Tyrwhitt, avec pour objectif d'opérer dans le sud de la mer du Nord, et de renforcer la Grand Fleet ou les forces dans la Manche selon les besoins,.
Le 28 août 1914, la Harwich Force, appuyée par des croiseurs légers et des croiseurs de bataille de la Grand Fleet, effectue un raid vers Heligoland avec pour objectf de détruire des torpilleurs allemands patrouillant la zone ; le Lawford fait alors partie de la 3e division de la troisième flottille. Durant le combat qui s'ensuit, il lance une torpille visant le croiseur allemand Frauenlob, qui manque sa cible, et tire un total de 238 obus à lyddite et de 52 obus ordinaires, soit un total de 360 tirs au total. Au total, trois croiseurs légers allemands (Mainz, Cöln et Ariadne) et un destroyer (V187) sont coulés, et plusieurs navires britanniques (le HMS Arethusa et trois destroyers) sont endommagés.
Le 2 novembre 1914, le Lawford accompagne le croiseur léger Aurora et les destroyers Lark et Laverock à la recherche de sous-marins allemands dans le Broad Fourteens, au large des Pays-Bas dans la mer du Nord, mais est contraint de retourner à Harwich dans la journée en raison de fuites de condenseur.
Le 16 décembre 1914, des croiseurs allemands bombardent les villes côtières de Scarborough, Hartlepool, West Hartlepool et Whitby. Les Britanniques, avertis de l'attaque allemande par les décrypteurs de la room 40, déploient des navires de la Grand Fleet et de la Harwich Force (dont le Lawford ) pour contrer les Allemands. Malgré un bref affrontement entre les destroyers encadrant un détachement de la Grand Fleet et les Allemands, la Harwich Force n'engage pas le combat à cette occasion,.
Le 23 janvier 1915, les croiseurs de bataille allemands lancent une attaque sur les bateaux de pêche britanniques sur le Dogger Bank. Les renseignements anglais étant là encore au fait de l'attaque via le décryptage de messages radio, la Battlecruiser Force de Rosyth et la Harwich Force sont diligentées pour intercepter les bâtiments allemands, avec le Lawford présent au sein de la 1re division de la troisième flottille de cette dernière,,. S'ensuit la bataille du Dogger Bank, où les navires britanniques prennent en chasse les navires allemands à pleine vitesse. La majorité des destroyers de la Harwich Force, y compris Lawford, ne sont cependant pas assez rapides pour tenir le rythme des croiseurs de guerre, et seuls sept destroyers de la classe M sont assez rapides pour engager le combat avec les bâtiments allemands.
Le 30 janvier 1915, le Lawford est l'un des huit destroyers de la Harwich Force qui, avec le croiseur léger Undaunted, est envoyé en mer d'Irlande en réponse à une série d'attaques du sous-marin allemand U-21 sur des cargos près de Liverpool. Le Lawford et les navires l'accompagnant arrivent à Milford Haven le 2 février, et commencent rapidement leurs patrouille pour chercher ce que le commandement britannique pensait alors être un nombre important de sous-marins - sans succès, le U-21 ayant déjà quitta la zone au moment où les opérations de recherche débutent.
Le 4 mars 1915, le Lawford et le Lydiard, arrivés quelques jours plus tôt à Avonmouth, débutent une mission d'escorte du navire de transport de troupes SS Dongola. Cependant, les trois navires finissent par s'échouer sur la côte galloise, forçant l'abandon du trajet, et le retour des deux destroyers à Newport, au Pays de Galles, pour réparation.
Le 1er mai 1915, le sous-marin allemand UB-6 torpille et coule l'ancien destroyer britannique Recruit, au large de l'estuaire de la Tamise. Quatre destroyers de la Harwich Force, les Lawford, Laforey, Lark et Leonidas sont dépêchés pour prendre en chasse l'assaillant. Dans le même temps, deux torpilleurs allemands, A-2 et A-6, qui recherchent un hydravion allemand qui avait amerri, rencontrent quatre chalutiers britanniques près du Noordhinder Bank. L'un des chalutiers, le Columbia, sera coulé par une torpille allemande, mais les trois autres chalutiers parviennent à s'échapper, les deux torpilleurs allemands ayant interrompu l'attaque à l'approche des quatre destroyers britanniques du groupe Lark. Les torpilleurs, qui étaient de petits bateaux côtiers de classe A, tentent alors de prendre la fuite face à la puissance de feu supérieure des navires britanniques, mais sont rattrapés et coulés lors de la bataille au large du Noordhinder Bank,,.
En septembre 1915, le Lawford est l'un des quatre destroyers auquel l'amirauté ordonne de quitter la 3e flottille pour la Méditerranée, lui faisant rejoindre la 5e flottille de destroyers de la flotte méditerranéenne. Le Lawford participe alors, les 8 et 9 janvier 1916 à l'évacuation des troupes britanniques du cap Helles lors de la bataille des Dardanelles. Le Lawford demeure au sein de la 5e Flottille jusqu'en mars 1916, mais avant le mois de juin de la même année, il est de retour dans les eaux britanniques et dans la 9e Flottille de Destroyer de la Harwich Force.
Le 1er juin 1916, la Harwich Force est envoyée renforcer la Grand Fleet après la bataille du Jutland. Le Lawford est l'un des huit destroyers détachés pour protéger HMS Marlborough, endommagé par une torpille, aidant à escorter le cuirassé jusqu'au Humber pour une réparation temporaire.
Les destroyers de la Harwich Force étaient régulièrement détachés dans la Manche pour renforcer les défenses de la Dover Patrol (patrouille de Douvres) contre une éventuelle attaque des forces de surface allemandes ; c'est ainsi que, la nuit du 26 au 27 octobre 1916, le Lawford dirige une division de quatre destroyers dont c'est le tour de patrouiller les Downs, entre le Pas de Calais et l'estuaire de la Tamise,, tandis que quatre autres destroyers de classe L étaient en route vers Dunkerque et que six autres destroyers attendaient à Douvres. Cette nuit-là, les Allemands lancent une attaque contre le barrage de Douvres et les navires présents dans le détroit,. Un groupe de torpilleurs allemands attaque des harenguiers britanniques sur le barrage, coulent le destroyer Flirt, lorsque celui-ci se rend sur les lieux. En réponse, six destroyers de classe Tribal, ainsi que la division de quatre Laforey reçoivent l'ordre de sortir pour tenter d'intercepter les navires allemands. Dans l'action confuse qui s'ensuit, le destroyer de classe Tribal Nubian est torpillé et gravement endommagé, voyant sa proue arrachée, tandis que les destroyers Amazon et Mohawk sont endommagés plus légèrement. Les navires allemands s'échappent avec peu de dégâts. Le Lawford, qui a mal interprété ses ordres, met cap vers le sud-ouest, laissant Douvres sans surveillance. Il lui est ensuite ordonné de retourner à la base et d'abandonner la poursuite des navires allemands, permettant à la division de secourir le Nubian qui était incapacité et tirait des fusées de détresse, le Lark le prenant en remorquage arrière. Cependant, le mauvais temps fait échouer l'opération, et le câble se rompt, laissant le Nubian s'échouer au Sud-est de l'Angleterre,.
Le 25 février 1916, le Lawford est l'un des dix destroyers en attente à Douvres lorsque des torpilleurs allemands lancent un autre raid sur le barrage de Douvres et les navires présents dans la Manche. Celui-ci demeure néanmoins peu efficace, un affrontement avec le destroyer en patrouille Laverock faisant rebrousser chemin à un groupe de torpilleurs allemands, tandis qu'un deuxième groupe de torpilleurs allemands bombarde Margate et Westgate-on-Sea, détruisant une maison et tuant une femme et deux enfants. Les destroyers en attente reçoivent l'ordre de former une ligne de patrouille dans le chenal en réponse, mais ne parviennent à repérer aucun bâtiment ennemi,. En mars 1917, la 9e flottille de destroyers a est scindée, les nouveaux destroyers rejoignant la 10e flottille de destroyers et les navires de classe L étant dispersés dans différentes unités. Le Lawford rejoint la 7e flottille de destroyers, opérant sur la côte est de la Grande-Bretagne,,, et est modifié pour transporter des mines modernes de type H en 1917. En août 1917, il est répertorié comme l'un des quatre destroyers poseurs de mines de la 7e flottille.
En janvier 1918, le Lawford est transféré dans la 4e flottille de destroyers basée à Devonport,, dans l'optique de réaliser des tâches d'escorte de convoi. À la fin de la guerre, le 11 novembre 1918, le navire est temporairement détaché de la 4e Flottille à la 3e Flottille de Destroyer de la Grand Fleet, avant d'être d'y revenir en décembre de la même année.

## Fin de service
Après la fin de la guerre, la Royal Navy a rapidement réduit la taille de sa flotte, et, en mars 1919, le Lawford est placé en réserve au Nore. Le 24 août 1922, il vendu pour destruction à Hayes à Porthcawl, dans le sud du Pays de Galles.
| Numéro de fanion | Date         |
| ---------------- | ------------ |
| H.06             | 1914         |
| H.53             | janvier 1918 |